# Kiéché
Kiéché est une localité et une commune rurale du Niger, du département de Dogondoutchi, région de Dosso.

## Géographie
Kiéché est située sur la route nationale 1 (axe Dogondoutchi-Dosso) à 18 km au sud du chef-lieu départemental Dogondoutchi.  
| Dogondoutchi   | Dogondoutchi | Dan-Kassari     |
| Tombokoirey II | Kiéché       | Gudu ( Nigeria) |
| Koré Maïroua   | Koré Maïroua |                 |

## Histoire
La commune rurale de Kiéché instaurée en 2002, est issue de la partie sud du canton de Dogondoutchi. 

## Population
Lors du recensement général de 2012, la population communale est relevée à 48 980 habitants. La localité compte 2 500 habitants en 2012.

## Localités
La commune s'étend sur 38 villages et 135 hameaux au sud du département de Dogondoutchi.

## Services et infrastructures
- Centre de Santé Intégré (CSI) à Kiéché, Bakine Tapki[4].
- Collège d'enseignement général (CEG) à Kiéché,
- Centre de formation des métiers (CFM) à Kiéché.

## Personnalités liées
- Aminatou Gaoh (née en 1961 à Kiéché), diplomate.